# مجلة الدارة
مجلة الدارة، تصدر دارة الملك عبد العزيز مجلة علمية محكمة كل ثلاثة أشهر، وتعنى بنشر البحوث والدراسات العلمية المتعلقة بتراث المملكة العربية السعودية وفكرها وتاريخها وثقافتها وآدابها بصفة خاصة، والجزيرة العربية والعالم العربي والإسلامي بصفة عامة، وقد صدر العدد الأول من المجلة في غرة شهر ربيع الأول عام 1395 هـ.

## التأسيس
تنفيذا لما ورد في نظام الدارة، وتحقيقاً لأهدافها الوطنية والعلمية، وقد أسهمت المجلة - وما زالت تسهم- في إثراء الساحة الفكرية والعلمية في المملكة العربية السعودية والعالم العربي بعدد من البحوث التي تفيد المطلعين عليها، وكان نظام دارة الملك عبد العزيز الصادر بالمرسوم الملكي رقم45 بتاريخ 5 /8 /1392هـ والمبني على قرار مجلس الوزراء رقم 809 بتاريخ 28/ 7 /1392هـ في المادة الثالثة منه أن تقوم الدارة بإصدار مجلة ثقافية تخدم أغراض الدارة، وقد عمل مجلس إدارة الدارة على تأسيس لجنة تُحدد الخطوط الرئيسة وتعمل على تشكيل مجموعة من الأهداف من شأنها أن تخدم المجلة، وقد تكونت اللجنة من:
- أ.عبد العزيز الرفاعي رحمهُ الله
- أ.عبد الله بن إدريس
- أ.د. منصور الحازمي
- أ.د.محمد سعيد الشعفي
- أ.عبد الله بن محمد أبوبطين.[1]

## أهدافها
- خدمة المملكة العربية السعودية تاريخيًا وأدبيًا وآثاريًا وعمرانيًا وجغرافيًا عبر توثيق أحداثها وتشجيع الدراسات العلمية المتعلقة بها.
- تشجيع البحث العلمي والنهوض به في الجامعات ومراكز البحث العلمية على مستوى المملكة العربية السعودية والوطن العربي.
- دعم البحوث ذات العلاقة بمجالات اهتمام الدارة والعمل على نشرها.
- الربط بين الباحثين داخل المملكة العربية السعودية وخارجها، ونشر البحوث العلمية المترجمة.[2]

## منهج النشر
1. تخضع البحوث الواردة للمجلة للتحكيم العلمي. ويلزم الباحث إجراء التعديلات المنصوص عليها في تقاريرالمحكمين، مح تعليل ما لم يعدل.
2. يعطى الباحث خمسة وعشرين مستلة من بحثة وخمس نسخ من المجلة.
3. تمنح المجلة الباحث مكافأة مالية، وفق القواعد المعتمدة في هذا الجانب.
4. لا يعاد البحث إلى صاحبه سواء نشر أم لم ينشر.
5. تحتفظ المجلة بحقها في الحذف والاختزال والتعديل اليسير بما يتوافق مع أغراض الصياغة والمنهج العلمي المتبع.
6. لا تعبر الآراء الواردة في البحوث بالضرورة عن رأي المجلة.
7. لا صلة لترتيب البحوث بالمجلة بالقيمة العلمية للبحث أو الباحث، إذ الترتيب موضوعي وفني، وبما يناسب أبواب المجلة.
8. ترسل البحوث والدراسات والآراء والتعليقات إلى رئيس التحرير.

## أبواب المجلة
عندما اعتزمت مجلة الدارة اتخاذ خطوات جديدة في سبيل الرقي بها، اعتمدت على مجموعة من الضوابط والمعايير التي من شأنها أن تحقق النجاح الذي تطمح إليه .وبناء على هذا أعادت النظر في أعداد المجلة خلال ربع قرن، فأخذت منها مابرز على نظائره، وزادت عليها مايسمو بها، وعلى هذا جاءت أبواب المجلة في ثوبها الجديد، وهي

### البحوث العلمية
وتعد عماد مجلة الدارة حاولت منذ أمد أن تحقق فيها أعلى درجات الدقة العلمية والجدة الموضوعية، وجاءت في حلتها الجديدة منتقاة موافقة لاتجاه المجلة محققة للغرض من إنشائها.

### البحوث المترجمة
والغرض من هذا الباب تزويد القارئ العربي بالبحوث التي صدرت بلغات أجنبية كالإنجليزية والفرنسية والألمانية والأسبانية ونحوها من اللغات العالمية التي كان للباحثين في تلك الأقطار اهتمام بتاريخ الجزيرة العربية عامة، أو بتاريخ المملكة العربية السعودية خاصة. وتشترط الدارة لنشر هذه البحوث أن يذكر اسم المؤلف الأصلي كاملا، والمصدر الذي أخذ البحث عنه، وأن تتميز تعليقات الباحث عن تعليقات المترجم. ولا بد من إرفاق الأصل المترجم لمطابقة الترجمة وتحكيمها.

### الوثائق
وهو باب جديد، ترمي المجلة من إنشائه إلى التعريف بعدد من الوثائق المحفوظة في مراكز حفظ الوثائق في دارة الملك عبد العزيز وغيرها. وفي نشر هذه الوثائق المحفوظة إفادة للباحثين والمهتمين بتعريفهم بوثائق، لم يكن يسهل تعريفهم إياها بغير دراستها ونشرها في المجلة. ومن أجل نشر هذه الوثائق يفضل إرفاق صورة واضحة من الوثائق المدروسة، مع ذكر الجهة التي تحتفظ بها، ورقم الحفظ.

### ملخصات الرسائل العلمية
وترمي المجلة من هذا الكتاب الي تسليط الضوء على آخر الرسائل العلمية (الماجستير والدكتوراه) التي قدمت خلال السنوات الثلاث الأخيرة في مجال التاريخ السعودى خاصة، وتاريخ شبة الجزيرة العربية عامة.

### البحوث الجارية
وفي هذا الباب ترغب الدارة في تعريف المختصين بالبحوث والرسائل العلمية التي لم يتسن نشرها أو لم تناقش حتي تاريخ إصدار عدد المجلة، ويشترط لنشر هذة البحوث أو الرسائل أن تتضمن خلاصة وافية لها إضافة إلى النتائج التي توصلت إليها مرفقة بالخطة بالنسبة للرسائل العلمية.